# Le valet casse tout
Pour les articles homonymes, voir Early to Bed.
Pour plus de détails, voir Fiche technique et Distribution.
Le valet casse tout (titre original : Early to Bed) est un film muet américain de comédie réalisé par Emmett J. Flynn, sorti en 1928.

## Synopsis
Laurel est engagé comme valet par Hardy, subitement devenu très riche à la suite d'un héritage et ayant acheté une belle demeure. Mais ce dernier est aussi devenu un parvenu et traite avec beaucoup de mépris son ancien compère. Leur amitié résistera-t-elle ?

## Fiche technique
- Titre original : Early to Bed
- Titre français : Le valet casse tout
- Autres titres français : Maître Hardy et son valet Stan, Laurel hérite de son oncle
- Réalisation : Emmett J. Flynn
- Scénario : H.M. Walker
- Photographie : George Stevens
- Montage : Richard C. Currier
- Société de production : Hal Roach Studios
- Société de distribution : Metro-Goldwyn-Mayer
- Pays de production :  États-Unis
- Langue : titres en anglais
- Format : Noir et blanc - 35 mm - 1,37:1  -  Muet
- Genre : comédie
- Longueur : deux bobines
- Date de sortie : 
  - États-Unis : 6 octobre 1928

## Distribution
Source principale de la distribution :
- Stan Laurel : Stanley
- Oliver Hardy : Oliver Hardy